# William Shakespeare
William Shakespeare (tên phiên âm: Uy-li-am Sếch-xpia), không rõ ngày sinh của ông, nhưng theo truyền thống được ghi nhận là vào ngày 23 tháng 4 năm 1564, ngày thánh George; mất ngày 23 tháng 4 năm 1616 theo lịch Julius (hoặc ngày 3 tháng 5 năm 1616 theo lịch Gregorius) là một nhà văn và nhà viết kịch Anh, được coi là nhà văn vĩ đại nhất của Anh và là nhà viết kịch đi trước thời đại. Ông còn được vinh danh là nhà thơ tiêu biểu của nước Anh và là "Thi sĩ của dòng sông Avon" (Avon là dòng sông nơi sinh của Shakespeare, Stratford-upon-Avon). Những tác phẩm của ông, bao gồm cả những tác phẩm đồng tác giả, bao gồm 39 vở kịch, 154 bản sonnet, hai bản trường ca, và vài bài thơ ngắn. Những vở kịch của ông đã được dịch ra thành rất nhiều ngôn ngữ lớn và được trình diễn nhiều hơn bất kì nhà viết kịch nào.
Shakespeare được sinh ra và lớn lên tại Stratford-upon-Avon. Vào năm 18 tuổi, ông kết hôn với Anne Hathaway và có ba người con, đó là Susanna Hall và cặp đôi song sinh, Hamnet Shakespeare và Judith Quiney. Trong những năm từ 1585-1592, sự nghiệp của ông thành công vang dội tại thủ đô Luân Đôn với vai trò là một diễn viên, nhà văn và đôi lúc là người sở hữu của một công ty kịch Lord Chamberlain's Men, với tên gọi sau đó là King's Men. Ông quay về quê Stratford để nghỉ hưu vào năm 1613, lúc ông 49 tuổi, sau đó 3 năm ông qua đời tại đấy. Số ít tài liệu về cuộc sống của ông tại đây đã được tìm thấy, được suy đoán là về các vấn đề thể chất, tình dục, tín ngưỡng, tôn giáo, và được cho là do những người khác có quan hệ gần gũi với ông ghi chép lại.
Hầu hết các tác phẩm nổi tiếng nhất của ông được ông sáng tác trong giai đoạn từ 1589 đến 1613. Những vở kịch đầu tiên của ông chủ yếu là hài kịch và kịch lịch sử, những thể loại này được ông tăng lên sự tinh tế của nghệ thuật vào cuối thế kỉ XVI. Sau đó, ông sáng tác chủ yếu là bi kịch đến năm 1608, bao gồm các tác phẩm Hamlet, Vua Lear, Othello và Macbeth, gồm một vài tác phẩm nổi tiếng nhất của ông bằng tiếng Anh. Trong giai đoạn cuối cùng của sự nghiệp sáng tác, ông sáng tác những vở chính kịch (tragicomedies) và đồng thời hợp tác với một số nhà viết kịch khác.
Nhiều vở kịch của ông được tái bản nhiều lần với các chất lượng khác nhau và một cách chính xác trong suốt cuộc đời của ông. Năm 1623, hai đồng nghiệp cũ của Shakespeare, cũng làm việc trên sân khấu kịch, xuất bản First Folio, một tập hợp tất cả các vở kịch được coi là của ông. Nhưng đến nay, chỉ có hai trong tổng số đó được công nhận là của Shakespeare.

## Cuộc đời và sự nghiệp

### Thơ ấu

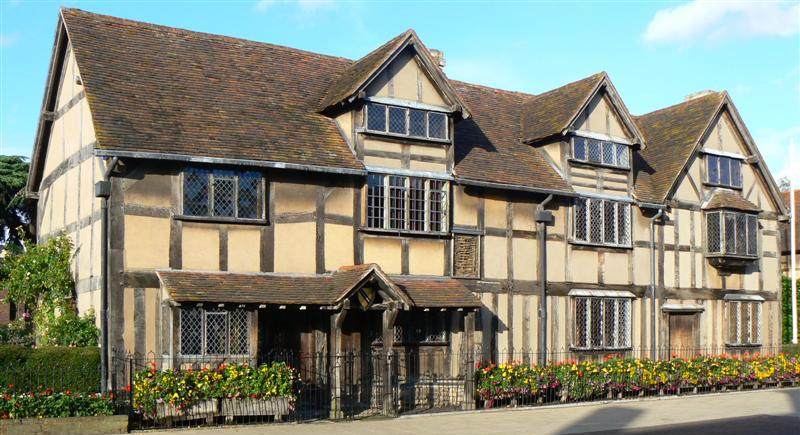
Căn nhà của John Shakespeare, thân phụ của William Shakespeare tại Stratford-upon-Avon. Đây được tin là nơi sinh của nhà văn.

William Shakespeare là con trai của John Shakespeare, một người thợ làm găng tay và ủy viên hội đồng địa phương đến từ Snitterfield và Mary Arden, con gái của một chủ đất giàu có. Ông được sinh ra tại Stratford-upon-Avon và được rửa tội vào ngày 26 tháng 4 năm 1564 tại đó. Ngày sinh thật sự của ông vẫn chưa rõ, nhưng những báo cáo ban đầu là ngày 23 tháng 4 năm 1564, ngày của thánh George (St. George's Day). Ông là con thứ ba trong tổng số tám người con của gia đình Shakespeare và là lớn nhất trong những người con còn sống sót.
Mặc dù không còn những ghi chép về quãng đời đầu tiên của ông, nhưng các nhà nghiên cứu về tiểu sử của ông đồng ý rằng Shakespeare được giáo dục tại King's New Grammar School (Trường Văn phạm mới của nhà Vua) ở Stratford, một ngôi trường miễn học phí thành lập năm 1553, cách nhà ông khoảng một phần tư dặm. Vào thời Nữ hoàng Elizabeth, các trường dạy ngữ pháp có chất lượng không đồng nhất nhưng có một khuôn mẫu chương trình được quy định bởi luật pháp áp dụng trên toàn nước Anh, và trường cũng cung cấp chương trình giáo dục chuyên sâu về ngữ pháp tiếng Latinh và những tác giả cổ điển trong tiếng Latinh.

#### Hôn nhân
Năm 18 tuổi, Shakespeare kết hôn với Anne Hathaway, lớn hơn ông đến 8 tuổi. Chúng ta biết rất ít về bà, nhiều khả năng bà là con cả trong gia đình Hathaway làng Shottery, gần Stratford. Giáo hội của Worcester đồng ý cho phép tổ chức lễ cưới vào ngày 27 tháng 11, 1582. Sáu tháng sau khi kết hôn, Anne sinh được một người con gái, Susanna, được rửa tội vào ngày 26 tháng 5 năm 1583. Cặp song sinh một trai Hamnet và một gái Judith được sinh ra hai năm sau đó và được rửa tội vào ngày 2 tháng 2 năm 1585. Hamnet mất vì một nguyên nhân không rõ vào năm 11 tuổi và được mai táng vào ngày 11 tháng 8 năm 1596. Nhân vật anh hùng trong vở bi kịch Hamlet của Shakespeare được đặt theo tên người con Hamnet của ông.

#### "Những năm mất tích" (1582-1585)
Trong những năm đầu hôn nhân của Shakespeare cho đến năm 1585, hầu hết mọi thông tin về Shakespeare rất mơ hồ bí ẩn, người ta gọi đó là "Những năm mất tích". Người ta phỏng đoán rằng ông hành nghề thầy cãi vì các vở kịch của ông thể hiện kiến thức luật pháp. Cũng có thể Shakespeare đã làm thợ làm vườn vì các nhân vật trong nhiều tác phẩm của ông am hiểu nhiều về thiên nhiên. Hoặc ông đã tham gia vào công việc của gia đình, buôn bán len và lúa mạch, làm găng tay... Nhiều khả năng ông không làm thầy thuốc, trong vở kịch Macbeth có lời thoại "Hãy đem thuốc mà đổ cho chó."
Thời ấy, ở Anh thường có các gánh hát lưu động đi lưu diễn ở các miền quê. Một ngày nọ, Shakespeare bắt đầu bị hấp dẫn bởi sân khấu kịch và các gánh hát lưu động, với tài năng văn chương trời phú, ông đã rời quê hương lên kinh đô Luân Đôn, tìm kiếm tiền đồ và sự nghiệp cho mình.

### Đến Luân Đôn
Vào năm 1585, ông rời quê lên Luân Đôn đang lúc kịch trường ở chốn kinh kỳ trong thời kỳ sôi nổi, nước Anh đang dưới sự trị vì của Nữ hoàng Elizabeth I.Lúc ở kinh thành Luân Đôn, ông được Bá tước Southampton giúp đỡ. Dưới mái nhà của bá tước, có một người Ý lưu vong là Giovani Florio. Chính Florio đã giúp Shakespeare hiểu biết thêm về văn học Phục Hưng của Ý và Pháp. Cuộc sống đang êm đềm thì xảy ra biến cố. Đó là vụ án Essex và Southampton (1601). Essex bị kết tội gây loạn chống triều đình Elizabeth I. Shakespeare cũng bị tình nghi có liên quan vì vở kịch Richard III được diễn ra một hôm trước đó. Essex bị tử hình, Southampton bị tù chung thân, còn Shakespeare trốn biệt.
Vào năm 1603, Elizabeth I qua đời, Quốc vương nước Scotland là James VI lên nối ngôi và trở thành Quốc vương James I của nước Anh; khi đó Bá tước Southampton được trả tự do và trọng dụng. Shakespeare xuất hiện trở lại với đoàn kịch của mình và được triều đình hậu đãi.
Đôi khi các vở kịch được viết nên để ca tụng và gây ấn tượng cho các bậc vua chúa. Khi Shakespeare soạn các vở kịch lịch sử, ông phải đảm bảo cân nhắc sao cho vở kịch không mạo phạm đến hoàng gia. Vì vậy, ông phải thay đổi thời gian và các sự kiện lịch sử để tạo hình ảnh tốt đẹp cho gia tộc Tudor - gia tộc của Nữ hoàng Elizabeth I. Đến khi James I lên ngôi, ông cũng làm điều tương tự với gia tộc Stuart.
Trước đó vào năm 1588, vua Tây Ban Nha phái hạm đội Armada sang xâm lược nước Anh nhưng đã thất bại. Có thể Shakespeare
Vào thời Nữ hoàng Elizabeth I, phục trang vượt quá vai vế xã hội bị coi là phạm pháp. Chỉ các diễn viên mới có thể phá lệ, diện trang phục như các bậc vua chúa quý tộc để biểu diễn. Chi phí được đầu tư cho nhiều bộ trang phục lộng lẫy, và các chuyên gia chế tạo ra chúng được coi là những nhân vật quan trọng.

### Cuối đời

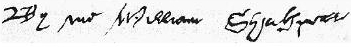
Chữ ký của Shakespeare trong tờ di chúc

Vào năm 1612, Shakespeare rời kinh đô Luân Đôn trở về quê hương sau bao năm theo đuổi sự nghiệp viết kịch và hoạt động sân khấu. Có thể ông đã nhận thấy sân khấu kịch Anh ngày sàng sa sút vào con đường quý tộc hoá, và với số tài sản tích góp được sau nhiều năm cũng đủ để ông mua một căn nhà ở thị trấn quê hương, sống những năm cuối đời.
Ngày 25 tháng 3 năm 1616, Shakespeare hoàn thành tờ di chúc của mình, sức khỏe của ông không được tốt và ông đã qua đời một tháng sau đó. Ông mất ngày 23 tháng 4 năm 1616. Trong di chúc, ông để lại hầu hết tài sản cho cô con gái Susanna, và ông yêu cầu trên bia mộ của mình phải được viết những dòng chữ này: 
| “                    | "Hỡi những người bằng hữu của ta. Vì Chúa lòng lành, xin chớ. Quật bụi đất chôn vùi nơi đây. Phước lành cho ai rộng lòng buông tha. Và nguyền rủa ngươi, kẻ mạo phạm xương cốt ta." | ” |
| — Wiliam Shakespeare | |   |

Ngày nay, ở thị trấn Stratford quê hương ông, người ta thành lập Công ty kịch nghệ Shakespeare Hoàng gia, còn căn nhà nơi ông sinh sống giờ đây trở thành Viện bảo tàng Shakespeare, như để kỉ niệm cuộc đời và sự nghiệp của nhà viết kịch vĩ đại này.

## Tác phẩm
Trong đời mình, Shakespeare viết hơn 40 vở kịch, tất cả đều dưới dạng thơ, và được chia thành ba loại:
| - All's Well That Ends Well[b] - As You Like It - Cardenio (tên chính thức The History of Cardenio)[c] - The Comedy of Errors - Love's Labour's Lost - Love's Labour's Won (đôi khi gọi là Love's labour's wonne) - Measure for Measure[b] - Người lái buôn thành Venice[b] - The Merry Wives of Windsor - A Midsummer Night's Dream (Giấc mộng đêm hè) - Much Ado About Nothing - Pericles, Prince of Tyre[a] - The Taming of the Shrew - Giông tố (Shakespeare)[a] - Đêm thứ mười hai - The Two Gentlemen of Verona - The Two Noble Kinsmen[a][c] - The Winter's Tale()[a] | - Antony and Cleopatra - Coriolanus (tên chính thức The Tragedy of Coriolanus) - Cymbeline (tên chính thức The Tragedy of Cymbeline, King of Britain)[a] - Hamlet - King Lear - Timon of Athens (tên chính thức The Life of Timon of Athens) - Macbeth - Othello - Titus Andronicus - Julius Caesar (tên chính thức The Tragedy of Julius Caesar) - Troilus and Cressida[b] - Romeo and Juliet | - Edward III[c] - Henry IV, Part 1 - Henry IV, Part 2 - Henry V - Henry VI, Part 1 - Henry VI, Part 2 - Henry VI, Part 3 - Henry VIII - King John - Richard II - Richard III - Sir Thomas More[c] |

| Thơ - Shakespeare's Sonnets - Venus and Adonis - The Rape of Lucrece - The Passionate Pilgrim[e] - The Phoenix and the Turtle - A Lover's Complaint | Kịch thất lạc - Love's Labour's Won - Cardenio† | Kinh ngụy tác - Arden of Faversham - The Birth of Merlin - Locrine - The London Prodigal - The Puritan - The Second Maiden's Tragedy - Sir John Oldcastle - Thomas Lord Cromwell - A Yorkshire Tragedy - Edward III - Sir Thomas More |

## Tầm ảnh hưởng
Cống hiến của Shakepeare in đậm dấu ấn lên kịch nghệ và văn chương các thế hệ sau. Ví như ông đã phát triển kịch nghệ cả về xây dựng nhân vật, cốt truyện, ngôn ngữ và thể loại. Cho tới trước vở Romeo và Juliet, lãng mạn không được xem là đề tài giá trị đối với bi kịch. Độc thoại đã từng được sử dụng chủ yếu để truyền đạt thông tin về nhân vật và sự kiện nhưng Shakespeare đã sử dụng nó để khám phá tâm trí nhân vật. Tác phẩm của Shakepeare ảnh hưởng sâu sắc tới thi ca thế hệ sau. Rõ ràng, ông vĩ đại hơn hẳn các nhà viết kịch lớn của Pháp trước thời ông như Racine hay Molière. Những nhà thơ trường phái lãng mạn đã nỗ lực để làm sống lại kịch thơ Shakespeare, dù đạt được rất ít thành công. Nhà phê bình Gorge Steiner phát biểu rằng tất cả các vở kịch thơ từ Coleridge đến Tennyson chỉ là những "phiên bản mờ nhạt viết dựa trên các chủ đề của Shakespeare". Tuy nhiên, vào thế kỷ XVIII, đại văn hào nước Pháp là Voltaire (FranÇois-Marie Arouet, 1694–1778) – khi phân tích về kịch nghệ của Shakespeare cũng như những nhà soạn kịch nổi tiếng khác – đã phê phán ông, theo đó ông chỉ đáng được tôn vinh tại Anh:
| “          | Ông ta là một tên man rợ giỏi tưởng tượng; ông ta viết vài tác phẩm được ca tụng, nhưng những tuyệt tác của ông ta không thể được trình diễn ở một nơi nào ngoại trừ Luân Đôn và Canada. Đó không phải là dấu hiệu tốt đối với nền văn học của một quốc gia, vì những tuyệt tác của quốc gia ấy chỉ được trình diễn thành công trên mỗi chính quốc mà thôi. Không có bất kỳ một tuyệt tác nào của Shakespeare đã được trình diễn ở nước ngoài. | ” |
| — Voltaire | |   |

Voltaire cũng bảo Shakespeare là "quái vật" tuy nhiên, bảo đại văn hào Pháp không bao giờ biết khen ngợi ông thì thật sai lầm. Voltaire luôn luôn cho rằng, ông là một nhà soạn kịch "có bản chất cao đẹp, mặc dù tởm lợm". Thời đó, Quốc vương Friedrich II (tức Friedrich Đại Đế, 1712–1786) – vị đại anh quân của nước Phổ và cũng chính là bạn thân của Voltaire chỉ có thể đọc Shakespeare bằng các bản dịch tiếng Pháp. Vào năm 1780, xuất bản tác phẩm "De la littérature allemande". Qua đó, ông phê phán "các tác phẩm ghê tởm" của Shakespeare:
| “                     | Những trò hề nực cười, chỉ diễn được trên vùng đất hoang vu Canada, vi phạm những quy tắc của kịch nghệ. | ” |
| — Friedrich II Đại Đế | |   |

Vị Quốc vương này chỉ trích Shakespeare còn thậm tệ hơn cả Voltaire: "Làm sao đống tác phẩm quái đản nửa đê tiện nửa cao thượng, nửa bi thảm nửa hài hước, lại thu hút ai được?" Song, Shakespeare đã ảnh hưởng lên những nhà viết tiểu thuyết Thomas Hardy, William Faukner và Charles Dickens. Dickens thường trích dẫn Shakespeare, có thể rút ra 25 trong số các tựa tác phẩm của ông là lấy từ các tác phẩm của Shakespeare. Ngay từ thế kỷ XVIII, dù bị một đại anh quân nước Phổ và một đại văn hào nước Pháp phê phán dữ dội, trớ trêu thay, Shakespeare lại truyền cảm nền văn hóa nghệ - thuật khắp châu Âu, và trớ trêu hơn nữa - ảnh hưởng sâu đậm nhất đối với nền văn nghệ Đức, nhà thơ Johann Gottfried Herder đã tán dương tài năng viết kịch của ông "như thần thánh". Như doanh nhân nước Đức Ludwig Reiners (1896 - 1957) viết vào năm 1952, các đại văn hào Đức thời Friedrich II Đại Đế đã "bắt chước những vở kịch tồi tệ, nhảm nhí và chán ngắt của Shakespeare". Trước tình cảnh đó, Quốc vương Friedrich II Đại Đế – với thái độ công kích nền văn hóa Đức (kể cả tác phẩm duy nhất mà ông biết của đại thi hào Goethe chịu ảnh hưởng của Shakespeare) – lại phải viết:
| “                     | ...Có thể thông cảm cho Shakespeare vì ông ta sống trong cái thời đại chẳng mấy phát triển của nền văn hóa Anh. Tuy nhiên, những người đương thời của Trẫm và Các Khanh mà lại tiếp bước những sai lầm của ông ta thì thật không thể tha thứ được - Trẫm lấy một ví dụ là tác phẩm "Götz von Berlichingen" của cậu Goethe - một sự bắt chước kinh tởm đối với những vở kịch Anh dở ẹc kia...' | ” |
| — Friedrich II Đại Đế | |   |